# Ізабелла Пармська
Ізабе́лла Па́рмська (лат. Isabella Maria Luisa Antonietta Ferdinanda Giuseppina Saveria Domenica Giovanna; 31 грудня 1741, Буен-Ретіро, біля Мадриду — 27 листопада 1763, Відень) — інфанта Іспанська, принцеса Бурбон-Пармська, у шлюбі — ерцгерцогиня Австрійська, кронпринцеса Богемії і Угорщини.

## Життєпис
Народилася в Мадриді в палаці Буен Ретіро старшою донькою іспанського інфанта Філіппа та 14-літньої Луїзи Єлизавети, старшої доньки Людовика XV. Шлюб їх не був щасливим, і Ізабелла 10 років лишалась єдиною дитиною.
Принцеса виросла в Мадриді, при дворі свого діда, іспанського короля Філіпа V. Але коли її батько став герцогом Парми, він разом з родиною переїхав у маєток на півночі Італії.
Любила музику, грала на скрипці і читала багато філософських і теологічних книг, таких як Жак Бенінь Боссюе або Джон Лоу. Інфанта була меланхолійною з дитинства і дуже близька з матір'ю, тож після її смерті від віспи у 1759-му була безутішна і з того часу стала переконаною, що теж помре молодою.
У 1762 році у тяжких пологах, після яких відновлювалась шість тижнів, Ізабелла народила доньку Марію Терезію (1762—1770, пневмонія). У 1762 та 1763 роках перенесла два викидні, що остаточно підірвали її здоров'я, зламали волю до життя та призвели до глибокої депресії: «Смерть добра. Я ніколи про неї не думала більше, ніж зараз. Все пробуджує в мені бажання померти. Бог знає моє бажання піти з життя, яке ображає його кожен день. Якби було дозволено вбивати себе, я б давно зробила це». «Смерть говорить до мене ясним голосом. Вже три дні я чую цей голос» (з листів до Марії Христини).
На шостому місяці вагітності захворіла на натуральну віспу, через що 22 листопада 1763 передчасно народила другу доньку, названу на честь коханої Ізабелли Марією Христиною, проте дитина прожила лише кілька годин. Ізабелла померла через тиждень після пологів, у віці 21 року, в Шонбрунському палаці.
Ізабелла Пармська похована в Імператорському склепі Марії Терези Австрійської в Відні.

## Шлюб з ерцгерцогом Йосипом
6 жовтня 1760 року, у віці 18 років, принцеса Ізабелла була змушена до шлюбу з австрійським ерцгерцогом Йосипом, спадкоємцем монархії Габсбургів. Після шлюбу через довірених Ізабеллу доставили в Австрію, де шлюбна церемонія тривала кілька днів. Йосип був захоплений своєю новою нареченою і роздавив її своєю любов'ю, внаслідок чого після шлюбу в Ізабелли почалась депресія.
Після цього пармська принцеса швидко зачарувала віденський двір витонченістю і інтелектом — серед іншого вирішуючи складні математичні завдання. Проте в шлюбі вона не була щаслива, бо кохала сестру Йосипа, Марію Христину, герцогиню Тешенську, тоді як від чоловіка всього за три роки, котрі встигла прожити, мала чотири вагітності й двоє пологів (усі ускладнені).
Як дружина спадкоємця трону, Ізабелла змушена була народити здорову дитину. Та попри це, в неї наростали сторожкі почуття до чоловіка, підсилені страхом перед статевими актами з ним та перспективами вагітності.
Після смерті Ізабелли Йосип не хотів вступати в другий шлюб. В серпні 1765 року вітчим Ізабелли Франц І помер, і Йосип успадкував його титул Імператора Священної Римської імперії під іменем Йосиф II. Після чого його змусили одружитися з Марією Жозефою Баварською, до якої він все їхнє спільне життя (січень 1765 — травень 1767) ставився неприязно, не мав з нею дітей і навіть не прийшов на її похорон. Через рік після одруження 28-річна Марія Жозефа померла від віспи.

## Стосунки з Марією Христиною

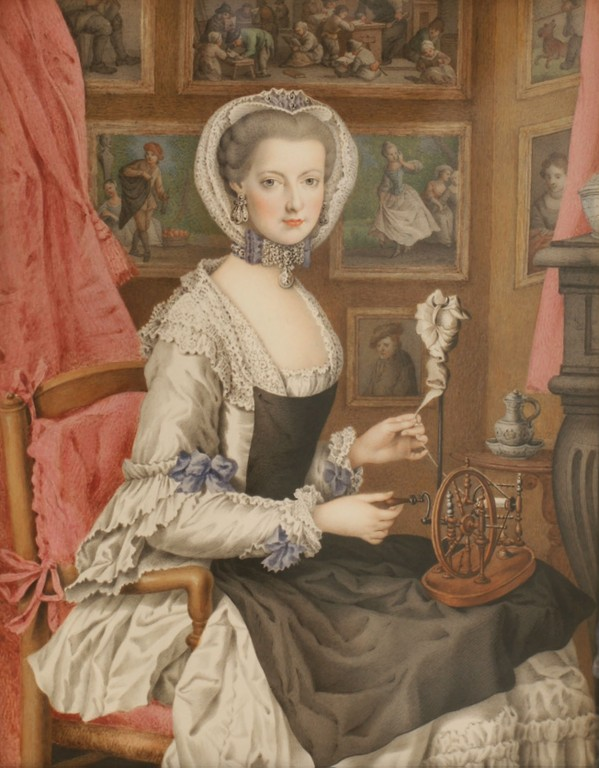
Марія Христина, герцогиня Тешенська, автопортрет, біля 1765.

З 1760 і до смерті в 1763 році, принцеса Ізабелла проводила більшість часу в Viennese court, але не з чоловіком, а з його сестрою Марією Христиною, пізніше герцогинею Тешенською.
Жінки були дуже близькими і, судячи з їхнього листування (хоча збереглися тільки листи Ізабелли; листи Марії були знищені після її смерті), мали бурхливі любовні стосунки; проводячи стільки часу разом, що заробили порівняння з Орфеєм та Еврідікою.
Ізабеллу та Марію поєднувала не тільки любов до музики та мистецтва, а й глибоке взаємне кохання. Освічена, дуже чутлива, вродлива Ізабелла, що відчувала відразу до церемоній двору та статусу дружини спадкоємця Габсбургів, жадала чуттєвішої долі; і попри цю внутрішню нехіть, на позір виставляла життєрадісність і задоволеність своїм життям. Будучи незворушною до чоловіка, до Марії Христини вона мала чисте захоплення, виражене в близько 200 листах між ними, написаних переважно французькою. Незважаючи на те, що постійно бачились, вони щодня писали одна одній, свідчачи про силу своїх почуттів.
В одному листі Ізабелла пише:
«Я звертаюся до тебе знову, жорстока сестро, хоча ми тільки що розлучилися. Я не можу винести очікування, чи приймеш ти мене як людину, гідну твоєї любові, чи краще б хотіла кинути мене в річку. Я не можу терпіти цієї непевності, я не можу думати ні про що, крім того, що я божевільно закохана. Якби ж тільки я знала, чому це так, бо ти ж настільки жорстока, що любити тебе не треба, але я нездатна собі зарадити».
В іншому листі до Марії Христини Ізабелла пише: «Вони сказали мені, що день починається з Богом. Я, одначе, починаю день з думок про людину, яку кохаю, тому що думаю про неї весь час».
Марія Христина зробила формальний опис Ізабелли, в якому зобразила її як дружню, добру і щедру, але й таку, що не щадила свої слабкості.
Передчасна загибель Ізабелли залишила Марію Христину розбитою.

## Родина

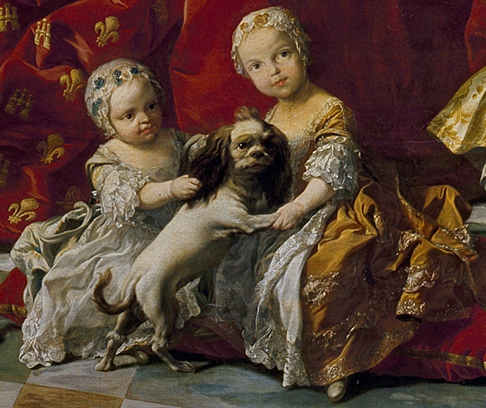
Family of Philip V (деталь), картина Louis Michel van Loo (1743); Ізабелла з кузиною Марією Ізабеллою, принцесою Непалу та Сицилії (1743–1749).
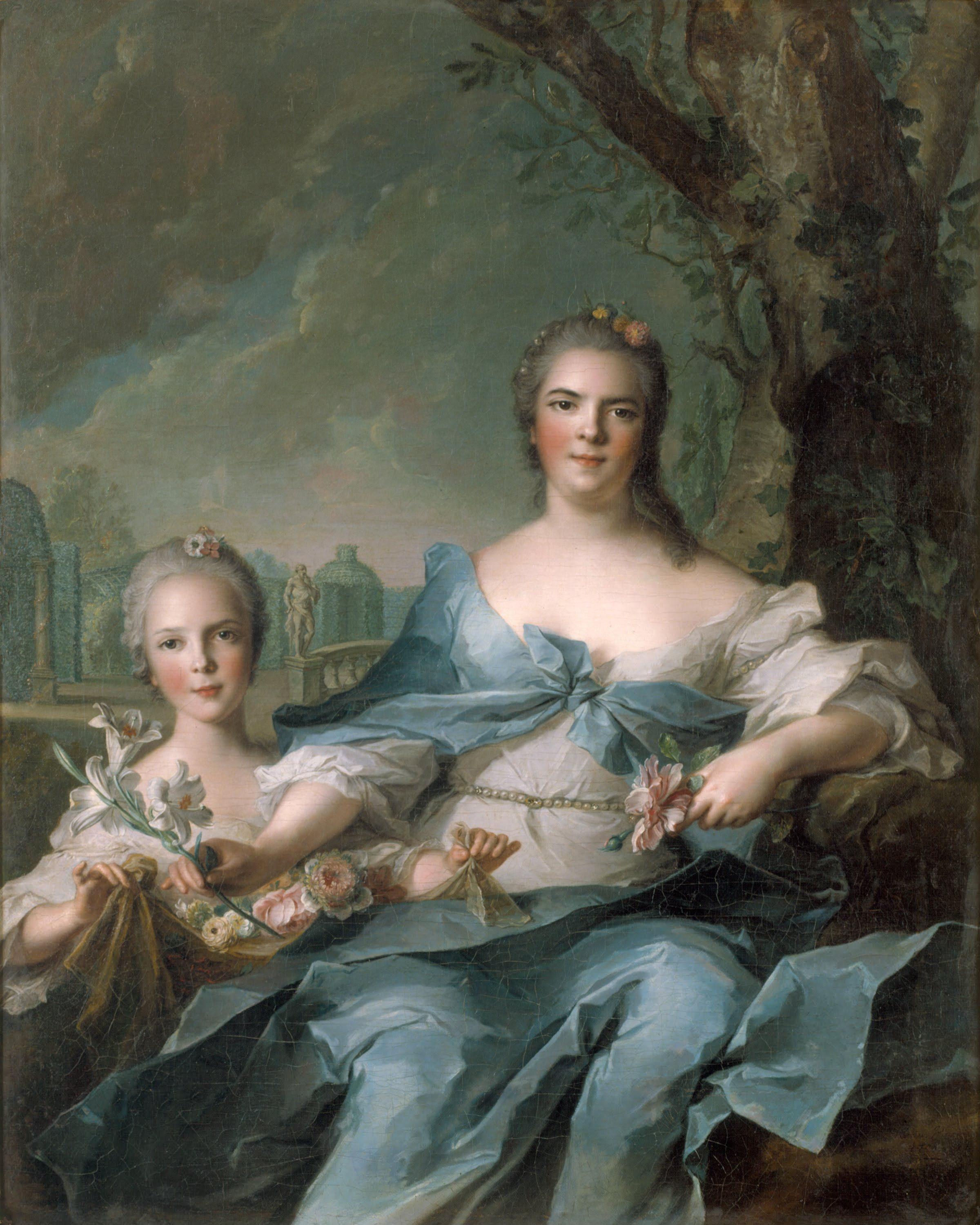
Ізабелла та її матір у 1750 році
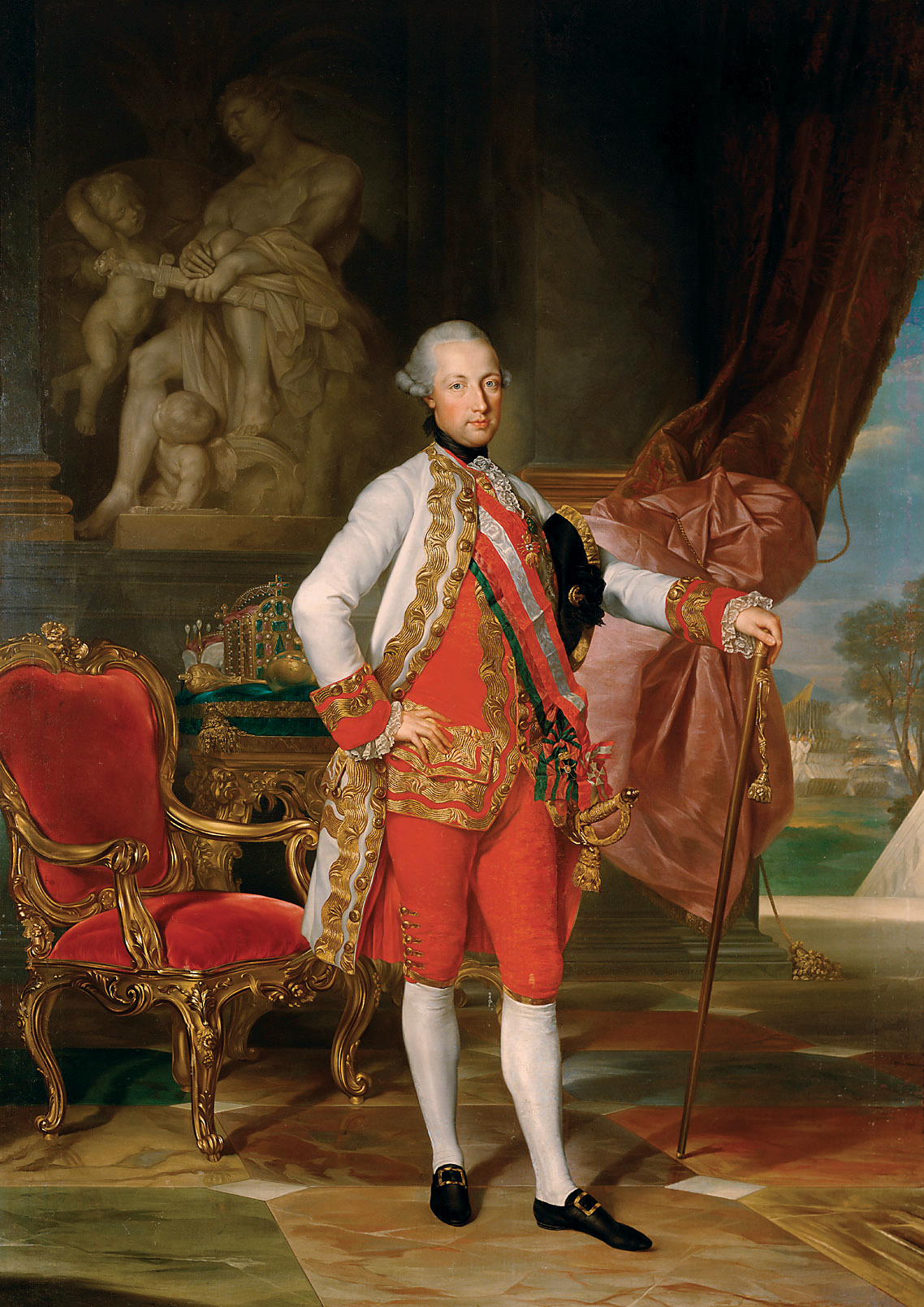
Чоловік Йосип
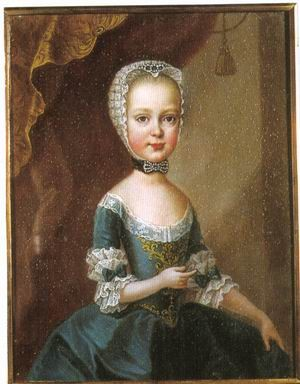
Ерцгерцогиня Марія Терезія Австрійська, єдина жива дитина
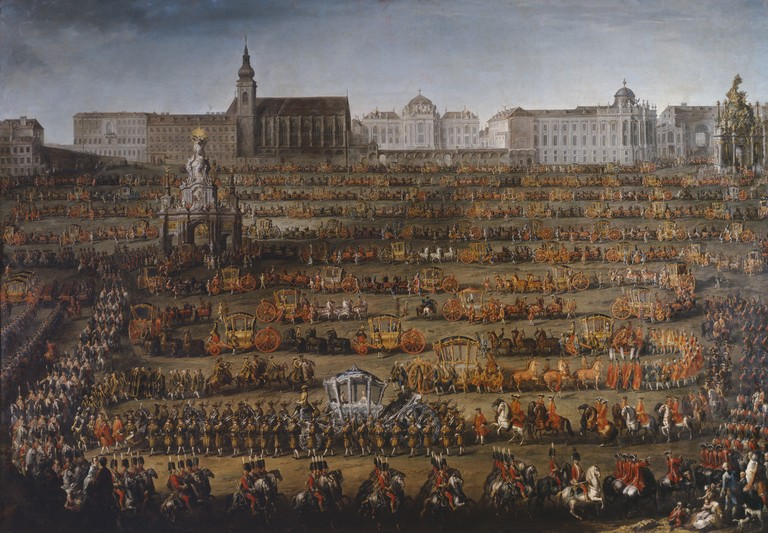
Прибуття Ізабелли до Відня, біля Schönbrunn Palace